# Hrvatska perunika
Hrvatska perunika (germanska perunika; bogiša, modra perunika, perunika pitoma, lat. Iris × germanica; sinonim Iris × croatica i preko 50 drugih) biljka iz porodice Iridaceae (perunikovke). U Hrvatskoj se javlja pod dva imena, bogiša ili perunika pitoma (I. × germanica) i hrvatska perunika (Iris × germanica) pod kojim imenom se tretira kao posebna vrsta i kao endem. Raširena je u istočnom Mediteranu. Iris × croatica sinonim je za Iris × germanica, a hrvatski nazivi za njih su hrvatska i germanska perunika. Rotschildova perunika (Iris x rotschildii), koju prvi put spominje botaničar Arpad von Degen u svom velikom djelu "Flora Velebitica" 1936. godine (Degen 1936), također je sinonim za ovu notovrstu.
Prirodni je hibrid čija je formula I. pallida × I. variegata.
- Iris × germanica
- Hrvatska perunika, albino
- Iris × germanica

## Povijest
Tipično razvijeni oblici hrvatske perunike pojavljuju se u svijetlim šumama hrasta medunca i crnoga graba. Za stanište bira dolomitne i vapnenačke obronke brdskih područja kontinentalne Hrvatske. Zauzima jugozapadni dio panonsko-pontskog areala koji je značajan po reliktnoj flori i vegetaciji. Najpoznatija su nalazišta Medvednica, Strahinčica, Samoborsko gorje i Ogulinsko zagorje.
Vrstu su prvi put kao Iris croatica opisali Ivo i Marija Horvat 1962. godine. Ivo Horvat jedan je od najpoznatijih hrvatskih botaničara novijeg doba koji je dao značajne znanstvene i druge doprinose razvoju hrvatske botanike, pogotovu za područja fitocenologije, ekologije bilja i sistematike. Holotipus hrvatske perunike pohranjen je u Horvatovu herbaru u Zagrebu.
U Hrvatskoj raste dvanaest samoniklih vrsta perunike.
Hrvatska pošta je 1994. g. u okviru pedstavljanja endemičnog bilja u seriji "Flora hrvatskog područja" pustila u prodaju prigodnu omotnicu prvog dana (FDC) i list prvog dana. Autor ove serije je akademski slikar Zlatko Keser, a motivi na markama su dekorativni cvijet hrvatske perunike i Vizijanijev mrazovac.
U pripremama za izložbu Japan Flora 2000 uočilo se da Hrvatska nema svoj nacionalni cvijet. Na to je Andrija-Željko Lovrić s Instituta Ruđer Bošković predložio peruniku, glede činjenice što je to endem u širokom rasponu uzgoja. 16. svibnja 2000. godine u Hrvatskoj akademiji znanosti i umjetnosti donesen je prijedlog da se perunika promakne kao nacionalni cvijet na svjetskoj izložbi cvijeća Japan Flora 2000. 19. lipnja 2000. proglašena je kao nacionalni cvijet Hrvatske.

## Sinonimi
1. Iris × alba Savi
2. Iris × amoena DC.
3. Iris × atroviolacea Lange
4. Iris × australis Tod.
5. Iris × belouinii Bois & Cornuault
6. Iris × biliottii Foster
7. Iris × buiana Prodán
8. Iris × buiana var. virescens Prodán
9. Iris × croatica Prodán
10. Iris × croatica Horvat & M.D.Horvat
11. Iris × cypriana Foster & Baker
12. Iris × deflexa Knowles & Westc.
13. Iris × florentina L.
14. Iris × florentina var. pallida Nyman
15. Iris × florentinoides Prodán ex Nyar.
16. Iris × germanica var. alba Dykes
17. Iris × germanica var. amas Dykes
18. Iris × germanica var. askabadensis Dykes
19. Iris × germanica var. australis (Tod.) Dykes
20. Iris × germanica var. florentina (L.) Dykes
21. Iris × germanica var. fontarabie Dykes
22. Iris × germanica var. gypsea Rodigas
23. Iris × germanica var. kharput Dykes
24. Iris × germanica var. lurida (Aiton) Nyman
25. Iris × germanica var. nepalensis (Wall. ex Lindl.) Herb.
26. Iris × germanica var. sivas G.Nicholson
27. Iris × humei G.Don
28. Iris × laciniata Berg
29. Iris × latifolia Gilib.
30. Iris × lurida Aiton
31. Iris × macrantha Simonet
32. Iris × mesopotamica Dykes
33. Iris × murorum Gaterau
34. Iris × neglecta Hornem.
35. Iris × nepalensis Wall. ex Lindl.
36. Iris × nostras Garsault
37. Iris × nyaradyana Prodán
38. Iris × officinalis Salisb.
39. Iris × pallida Ten.
40. Iris pallida subsp. australis (Tod.) K.Richt.
41. Iris × piatrae Prodán
42. Iris × redouteana Spach
43. Iris × repanda Berg
44. Iris × rothschildii Degen
45. Iris × sambucina L.
46. Iris × spectabilis Salisb.
47. Iris × squalens L.
48. Iris × squalens var. biflora Prodán & Buia
49. Iris × squalens var. rosea Prodán & Buia
50. Iris × superba Berg
51. Iris × tardiflora Berg
52. Iris × trojana A.Kern. ex Stapf
53. Iris × varbossania K.Malý
54. Iris variegata var. lurida (Aiton) Nyman
55. Iris × venusta J.Booth ex Berg
56. Iris × violacea Savi
57. Iris × vulgaris Pohl

## Drugi projekti
|  | Zajednički poslužitelj ima još gradiva o temi Iris × germanica |
|  | Wikivrste imaju podatke o taksonu Iris × germanica             |

## Vanjske poveznice
- http://www.badbear.com/signa/signa.pl?Iris-croatica  Arhivirana inačica izvorne stranice od 13. svibnja 2006. (Wayback Machine)
- slika hrvatske perunike  Arhivirana inačica izvorne stranice od 12. listopada 2007. (Wayback Machine)
- IRB Društvo Iris croatica o izložbi "Perunika - hrvatski nacionalni cvijet"[neaktivna poveznica]
- Izložba Perunika - hrvatski nacionalni cvijet, katalog  Arhivirana inačica izvorne stranice od 10. svibnja 2007. (Wayback Machine)
- Pravilnik o skupljanju samoniklih biljaka u svrhu prerade, trgovine i drugog prometa, N.N. br.199/03 i 30/04